# بيرغا
بلدية برجة (بالكاتالانية: Berga) هي إحدى بلديات مقاطعة برشلونة، والتي تقع في منطقة كاتالونيا، شرق إسبانيا.
يبلغ عدد سكانها 16.596 نسمة وفقاً لإحصائية سنة (2007).

## أعلام
- ميكيل مارتينيز